# Engelhardsberg
Engelhardsberg ist ein Gemeindeteil des Marktes Wiesenttal im Landkreis Forchheim (Oberfranken, Bayern).

## Geographie und Verkehrsanbindung
Das Dorf Engelhardsberg liegt im südöstlichen Bereich des Marktes Wiesenttal an der Kreisstraße FO 39. Die Staatsstraße 2191 verläuft unweit östlich. Unweit westlich verläuft die B 470.

## Geschichte
In Engelhardsberg waren seit dem Mittelalter die Herren von Streitberg begütert. Sie behaupteten den Kirchweihschutz im Ort, der sich von der nahe gelegenen Kapelle Heiliger Bühl ableitete.
Am 1. Januar 1972 wurde Engelhardsberg nach Wiesenttal eingemeindet.

## Bau- und Naturdenkmäler

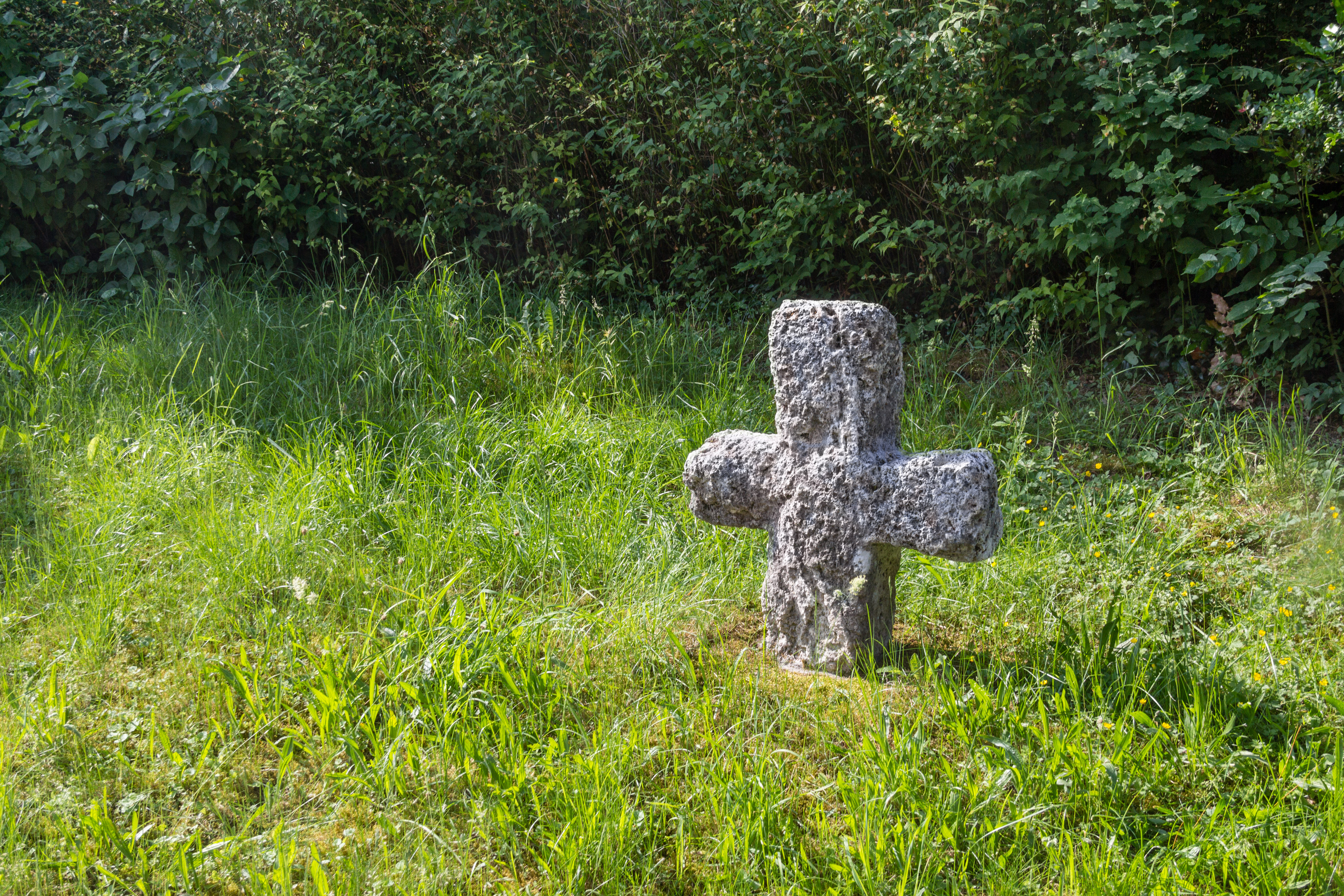
Steinkreuz Engelhardsberg

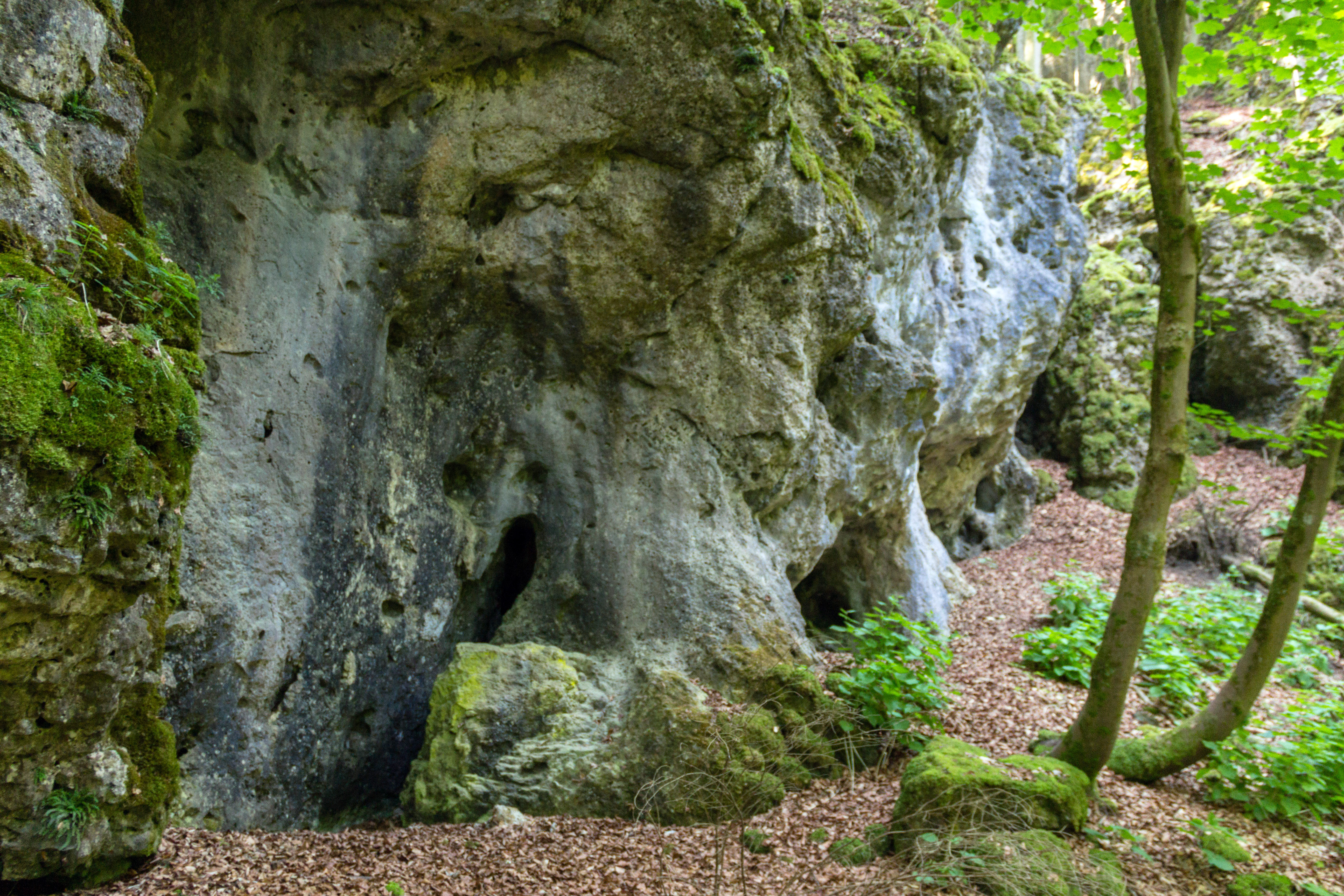
Felsen mit den fünf Kirchengrotten

In der Liste der Baudenkmäler in Wiesenttal sind für Engelhardsberg zwei Baudenkmäler aufgeführt:
- ein Bauernhaus (Engelhardsberg 26) aus der ersten Hälfte des 19. Jahrhunderts: ein erdgeschossiger Satteldachbau, massiv mit einem Fachwerkgiebel
- ein Steinkreuz aus Dolomit, das aus dem 17./18. Jahrhundert stammt (an der Kreisstraße gegenüber dem Dorfplatz)
- Die Höhlenruine Riesenburg

Das Naturdenkmal und Geotop Dolomitfelsgruppe Kirchengrotten bei Engelhardsberg